# شوئه کویلان
شوئه کویلان (انگلیسی: Xue Cuilan؛ زادهٔ ۱ آوریل ۱۹۶۳)  بازیکن بسکتبال اهل چین بود. وی در بازی‌های المپیک تابستانی ۱۹۸۸ شرکت کرده‌است.